# Бульвар Шевченка (Мінськ)

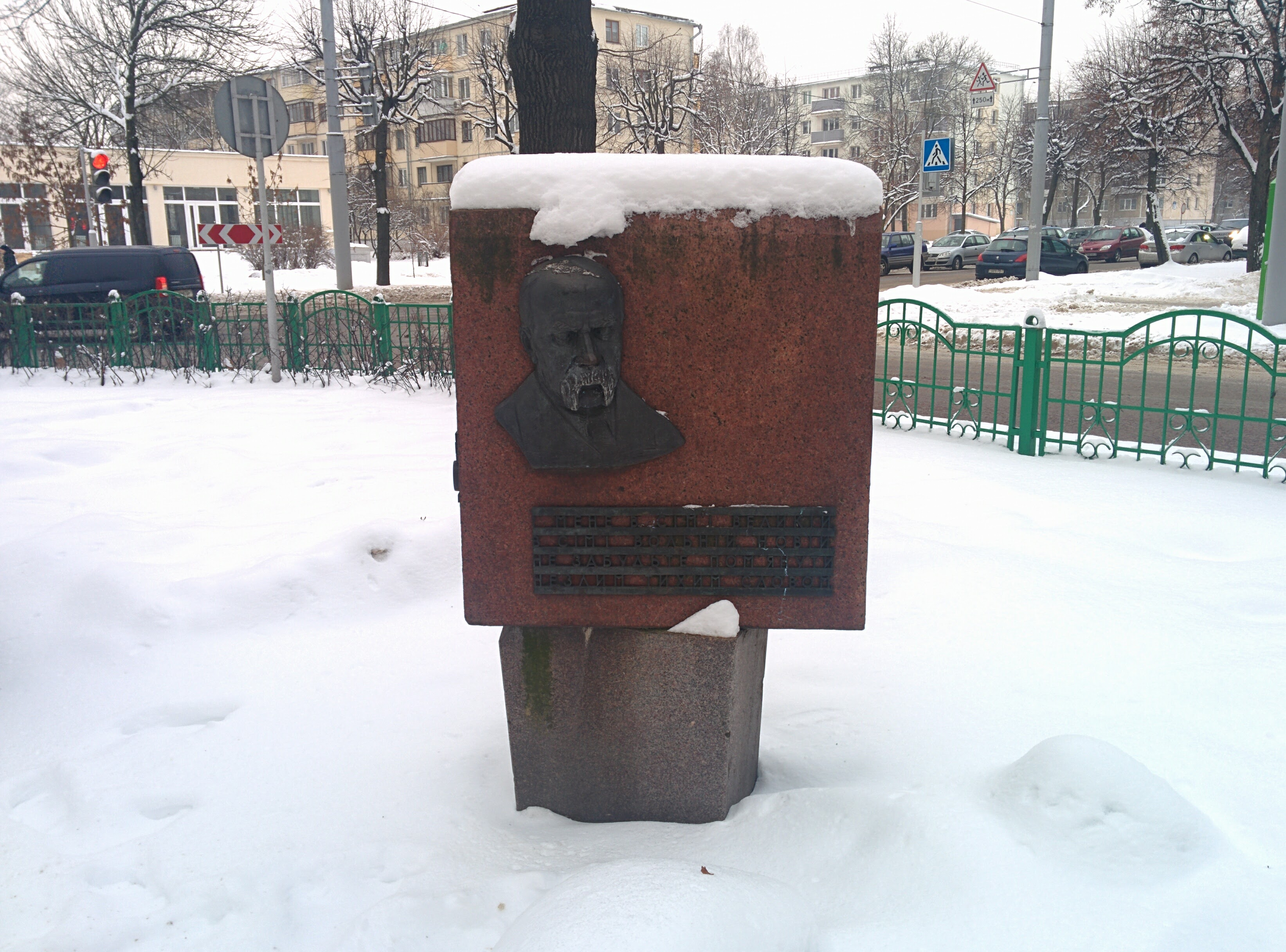
Пам'ятник Тарасу Шевченку

Бульвар Шевченка (біл. Бульвар Шаўчэнкі) — бульвар в Центральному районі Мінська. Розташований між вулицями Віри Хоружей та Каховської, де впирається у Київський сквер.
Бульвар названий на честь українського поета, художника, громадського діяча Тараса Шевченка. На початку бульвару встановлений бюст Шевченка. Довжина бульвару — приблизно 650 м.